# Distretto di Qarmaqšy
Il distretto di Qarmaqšy (in kazako: Қармақшы ауданы) è un distretto (audan) del Kazakistan con  capoluogo Žosaly.